# GroenRijk
GroenRijk is een Nederlands samenwerkingsverband van tuincentra. 
De GroenRijk-tuincentra zijn verspreid over heel Nederland. Het verkoopassortiment van deze tuincentra bestaat voor een groot gedeelte uit planten, bomen, struiken voor zowel binnen- als buitenshuis. Ook tuinartikelen zoals bestrating, vijvers, benodigdheden als tuinaarde en meststoffen zijn in de tuincentra te vinden. Verder zijn er dierenvoeding en benodigdheden en woonaccessoires te vinden zoals bloempotten, vazen en andere artikelen om een huis aan te kleden.